# 진 가면라이더 서장
진 가면라이더 서장은 기존의 TV 방영이 아닌 비디오로 발매된 최초의 가면라이더 시리즈. 쇼와 라이더 시리즈의 11번째 작품이며 가면라이더 시리즈 단발작품 3연작의 시작을 알리는 작품이기도 하다.

## 스토리
수수께끼의 조직 재단이 진행하는 프로젝트.
그것은 인간을 개조병사 '사이보그 솔저'로 바꾸어 생체 무기로 상품화하는 프로젝트였다.
그 연구소 ISS의 피험자가 되어 있던 카자마츠리 신은, 과학을 광신하는 연구자에 의해서 메뚜기의 유전자를 융합되어 개조 병사로 변모.
연인과 아버지의 목숨을 앗아가고, 자신을 이형의 모습으로 바꾼 재단을 궤멸시키기 위한 진정한 싸움이 시작되었다!

## 출연
- 카자마츠리 신: 이시카와 신
- 아스카 아이: 노무라 히로미
- 카자마츠리 다이몬: 이시하마 아키라
- 유우키 타쿠야: 타카시마 마사노부
- 히무로 이와오: 하라다 다이지로
- 고우시마: 안도 레이지
- 오니즈카 기이치: 카타오카 코우키
- 세일라 후카마치: 츠카다 키요미

## 흥행
원래는 이것을 시작으로 하여 시리즈를 더 전개해 나갈 기획이 있었고 흥행도 성공했는데 후속편 대신 결국 완전신작을 만드는 기획으로 바뀌었고 이 결과물이 가면라이더 ZO와 가면라이더 J 이다
사실 뿌려놓은 떡밥들을 제대로 회수하지 못하고 끝난 탓에 전체적으로 밋밋해 보인 탓이 크다. 이야기가 계속 이어졌더라면 어떤 의미로는 궁극의 가면라이더가 될 수도 있었을 작품이라는 의견이 많은 편이다.

## 주제가
엔딩 테마
『Forever』
- 작사:아키 요코/작곡:우자키 류도/편곡:유카와 토오루/가수:와타나베 노리코